# Phtheochroa imitana
Phtheochroa imitana es una especie de polilla de la familia Tortricidae. 

## Distribución
Se encuentra en el este de Turquía.